# Пиперково
Пипéрково е село в Северна България. То се намира в община Ценово, област Русе.

## История
Село Пиперково е образувано около 1570 г. За създаването му има 2 версии. Едната е, че първият заселник е бил „пиперджия“, т.е. човек, който отглежда и продава пипер. Втората версия е свързана с чифлиците на Караман бей и на Биберли бей. Стопанствата са били в този район заради близостта на река Янтра и наличието на вода за посевите. Според тази версия селата, образувани покрай чифлиците, носят имената на бейовете – Караманово и Пиперково. 

## Църква
Църквата в Пиперково е строена в продължение на няколко години. В градежа ѝ се включва почти цялото местно население. Неин патрон е Свети Архангел Михаил и е осветена през 1873 година. Датата на освещаването ѝ е издълбана върху един от основните камъни на една от стените. Неоценима помощ при градежа на християнския храм оказват и майстори-каменоделци, пристигнали в селото след приключване на строителството на моста над река Янтра край Бяла. Повечето от тях са били ученици на прочутия майстор Колю Фичето. Градежът на църквата започнал в двора, където се е намирало бившето килийно училище. За да се отлее църковната камбана, хората от селото доброволно събрали всички предмети от мед и ги претопили. С така направените дарения камбаната била отлята през 1894 година.

## Личности
- Пламен Павлов – историк, професор във ВТУ